# Парламентарни избори у Србији 1867.
Вршени су избори за Михољску скупштину 22. септембра 1867. год. Скупштина се састала 29. септембра 1867. год. и бројала 125 посланика.